# Eudoxia van Kiev
Eudoxia van Kiev (circa 1131 - circa 1187) was een prinses uit het Kievse Rijk die tot het huis Ruriken behoorde. Van 1173 tot 1177 was ze groothertogin-gemalin van Polen.

## Levensloop
Eudoxia was een dochter van grootvorst Izjaslav II van Kiev en Agnes, een dochter van Koenraad III van Hohenstaufen, die van 1138 tot 1152 Rooms-Duits koning was.
In 1154 huwde ze met Mieszko III, hertog van Groot-Polen. Mieszko's eerste vrouw Elisabeth van Hongarije was kort daarvoor overleden. Via dit huwelijk trachtte Mieszko goede banden met het Kievse Rijk aan te halen. Mieszko en Eudoxia kregen minstens vijf kinderen:
- Boleslaw (1159-1195), hertog van Koejavië
- Mieszko (1160/1165-1193), hertog van Kalisz
- Wladislaus III (1161/1166-1231), groothertog van Polen
- Salomea (1162/1164 - ?), huwde met hertog Ratibor II van Pommeren
- Anastasia (voor 1164 - na 1240), huwde met hertog Bogislaw I van Pommeren

In 1173 volgde Mieszko zijn broer Bolesław IV de Kroesharige op als groothertog van Polen. In 1177 kwam Mieszko's oudste zoon Odo met de steun van Casimir II, een jongere broer van Mieszko, echter in opstand tegen zijn vader. Dit kwam omdat Mieszko zijn kinderen uit zijn tweede huwelijk het grootste deel van zijn erfenis wou geven en Odo van zijn vader priester moest worden en hierdoor geen kans kon maken op de erfopvolging. 
De opstand slaagde en Mieszko III moest vluchten. Hij vestigde zich achtereenvolgens in Bohemen, Duitsland en Pommeren en deed verschillende pogingen om de Poolse troon terug te krijgen. 
Het is niet echt bekend hoe Eudoxia's verdere leven na de afzetting van Mieszko in 1177 verliep. Het is zeker dat ze haar man in ballingschap volgde en toen Mieszko in 1182 terug Groot-Polen verwierf leefde ze nog. Toen Mieszko in 1198 terug groothertog van Polen werd, was ze echter waarschijnlijk al overleden. De meeste historici plaatsen haar overlijden rond het jaar 1187, terwijl sommige bronnen stellen dat ze rond 1209 stierf.